# Пензеш, Юлиус
Юлиус Пензеш (словац. Július Pénzeš; род. 10 ноября 1955) — чехословацкий и словацкий хоккеист, левый нападающий, ныне хоккейный тренер, возглавлял сборную Румынии.

## Карьера
Выступал на позиции крайнего нападающего. В течение 12 лет Пензес играл за различные чехословацком первенстве за различные словацкие команды. Самой известной из них была "Дукла" из Тренчина.
После завершения карьеры Пензес занялся тренерской деятельностью. В качестве второго тренера он приводил "Дуклу" к титулу в местной экстралиге. Два года специалист входил в тренерский штаб сборной Словакии.
Наибольших успехов в самостоятельной работе наставник добился в Казахстане. Вместе с "Иртышом" он три раза подряд становился чемпионом страны. Позднее Пензес работал в Румынии и Словакии. В 2018 году он возглавил сборную Румынии. Чуть позднее Пензес вернулся в Казахстан, где он был назначен на пост главного тренера молодежного хоккейного клуба "Актобе".

## Достижения

### Главного тренера
- Чемпион Казахстана (3): 2012/13, 2013/14, 2014/15.

### Ассистента
- Чемпион Словакии: 2003/2004.